# Medalla de Oro del Aire de la FAI
El premio Medalla de Oro del Aire de la FAI fue creado en 1924 por la Federación Aeronáutica Internacional, y concedido por primera vez en 1925 al aviador de origen italiano Francesco de Pinedo. Este premio, junto con el diploma Paul Tissander, son los dos premios más importantes que otorga el organismo rector de la aviación, y son concedidos a aquellas personas que han contribuido de manera muy notable al desarrollo de la aeronáutica con su trabajo, logros, iniciativas o pasión por el mundo de la aviación.

## Ganadores
| Fecha | Nombre                         | País                          |
| ----- | ------------------------------ | ----------------------------- |
| 1925  | Francesco de Pinedo            | Italia                        |
| 1926  | Alan Cobham                    | Reino Unido                   |
| 1927  | Charles Lindbergh              | EE. UU.                       |
| 1928  | Bert Hinkler                   | Australia                     |
| 1929  | Dieudonné Costes               | Francia                       |
| 1930  | Italo Balbo                    | Italia                        |
| 1931  | Hugo Eckener                   | Alemania                      |
| 1932  | Juan de la Cierva              | España                        |
| 1933  | Wiley Post                     | EE. UU.                       |
| 1934  | C. W. A. Scott                 | Reino Unido                   |
| 1935  | no concedida                   |                               |
| 1936  | Jean Mermoz                    | Francia                       |
| 1937  | Jean Batten                    | Reino Unido                   |
| 1938  | no concedida                   |                               |
| 1939  | no concedida                   |                               |
| 1940  | no concedida                   |                               |
| 1941  | no concedida                   |                               |
| 1942  | no concedida                   |                               |
| 1943  | no concedida                   |                               |
| 1944  | no concedida                   |                               |
| 1945  | no concedida                   |                               |
| 1946  | Igor Sikorsky                  | EE. UU.                       |
| 1947  | Chuck Yeager                   | EE. UU.                       |
| 1948  | no concedida                   |                               |
| 1949  | no concedida                   |                               |
| 1950  | Frank Whittle                  | Reino Unido                   |
| 1951  | Edward P. Warner               | EE. UU.                       |
| 1952  | no concedida                   |                               |
| 1953  | Jacqueline Cochran             | EE. UU.                       |
| 1954  | James Doolittle                | EE. UU.                       |
| 1955  | Maurice Hurel                  | Francia                       |
| 1956  | Peter Twiss                    | Reino Unido                   |
| 1957  | David G. Simons                | EE. UU.                       |
| 1958  | Andréi Túpolev                 | Unión Soviética               |
| 1959  | Pierre Satre                   | Francia                       |
| 1960  | Yuri Gagarin                   | Unión Soviética               |
| 1961  | Geoffrey De Havilland          | Reino Unido                   |
| 1962  | no concedida                   |                               |
| 1963  | Jacqueline Auriol              | Francia                       |
| 1964  | Vladimir Kokkinaki             | Unión Soviética               |
| 1965  | Robert L. Stephens             | EE. UU.                       |
| 1966  | Alexander Sergeyevich Yakovlev | EE. UU.                       |
| 1967  | Joseph A. Walker               | EE. UU.                       |
| 1968  | Serguéi Iliushin               | Unión Soviética               |
| 1969  | José Luis Aresti Aguirre       | España                        |
| 1970  | Dick Merrill                   | EE. UU.                       |
| 1971  | Elgen Long                     | EE. UU.                       |
| 1972  | Marina Popovich                | Unión Soviética               |
| 1973  | Don Anderson                   | Australia                     |
| 1974  | Aleksandr Fedotov              | Unión Soviética               |
| 1975  | Curtis Pitts                   | EE. UU.                       |
| 1976  | Sholto Hamilton Georgeson      | Nueva Zelanda                 |
| 1977  | Michael Murphy                 | EE. UU.                       |
| 1978  | Hans Werner Grosse             | República Federal de Alemania |
| 1979  | Paul Maccready                 | EE. UU.                       |
| 1980  | Ann Welch                      | Reino Unido                   |
| 1981  | Jean-Pierre Freiburghaus       | Suiza                         |
| 1982  | Paul Poberezny                 | EE. UU.                       |
| 1983  | Jan Mikula                     | Checoslovaquia                |
| 1984  | J. R. D. Tata                  | India                         |
| 1985  | Ralph Paul Alex                | EE. UU.                       |
| 1986  | Semión Jarlamov                | Unión Soviética               |
| 1987  | Henry Kremer                   | Reino Unido                   |
| 1988  | August Christov Kabaktchiev    | Bulgaria                      |
| 1989  | George Alfred "Peter" Lloyd    | Australia                     |
| 1990  | Sabiha Gökcen                  | Turquía                       |
| 1991  | Kyung O Kim                    | Corea del Sur                 |
| 1992  | Cenek Kepak                    | Eslovaquia                    |
| 1993  | Olavi Rautio                   | Finlandia                     |
| 1994  | Scott Crossfield               | EE. UU.                       |
| 1995  | Hanspeter Hirzel               | Suiza                         |
| 1996  | Alexander Pimenoff             | Finlandia                     |
| 1997  | Attila Taçoy                   | Turquía                       |
| 1998  | no concedida                   |                               |
| 1999  | Bertrand Piccard               | Suiza                         |
| 1999  | Brian Jones                    | Reino Unido                   |
| 2000  | Eilif Ness                     | República de Chipre           |
| 2001  | no concedida                   |                               |
| 2002  | Steve Fossett                  | EE. UU.                       |
| 2003  | no concedida                   |                               |
| 2004  | Jon Johanson                   | Australia                     |
| 2005  | Richard Meredith-Hardy         | Reino Unido                   |
| 2006  | Victor Smolin                  | Rusia                         |
| 2007  | Eugene Cernan                  | EE. UU.                       |
| 2008  | Jiří Kobrle                    | República Checa               |
| 2009  | Barron Hilton                  | EE. UU.                       |
| 2010  | David Hempleman-Adams          | Reino Unido                   |
| 2011  | John Dickenson (aviator)       | Australia                     |
| 2012  | Mijaíl Mamistov                | Rusia                         |
| 2014  | William Moyes                  | Australia                     |
| 2015  | Hans Åkerstedt                 | Suecia                        |
| 2016  | no concedida                   |                               |
| 2017  | no concedida                   |                               |
| 2018  | Hermann Trimmel                | Austria                       |
| 2019  | Domina Jalbert                 | EE. UU.                       |
| 2020  | no concedida                   |                               |
| 2021  | no concedida                   |                               |